# Moș Gerilă

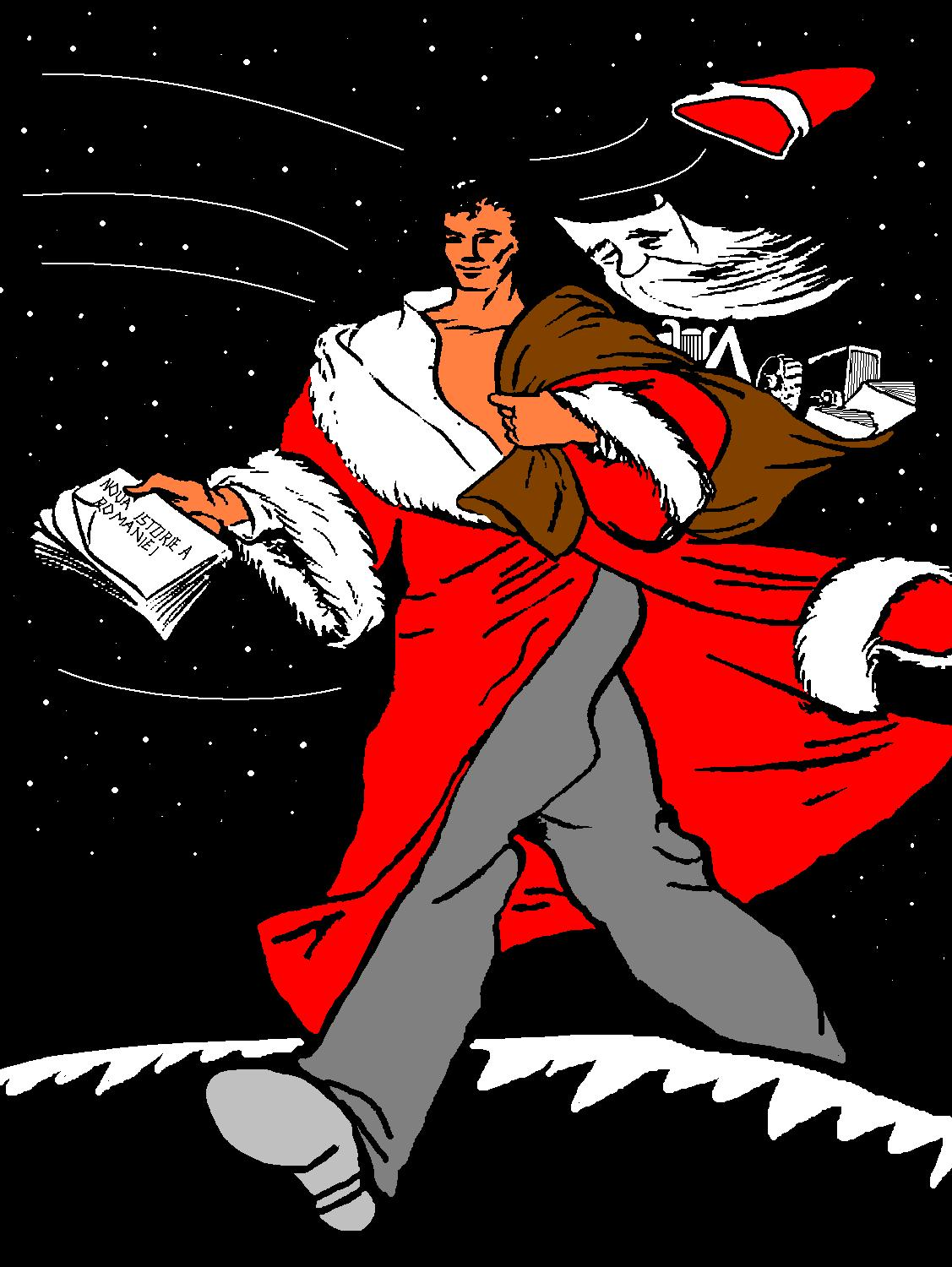
Un dibuix de Moș Gerilă, basat en una imatge vista en el diari comunista romanès Națiunea el 25 de desembre de 1947

Moș Gerilă és el nom d'un personatge folklòric romanès utilitzat per la propaganda comunista.

## Origen del nom
La paraula romanesa moș fa referència a una persona gran masculina. El terme ger significa «gebre». Al final, Moș Gerilă seria la traducció del rus Ded Moroz i va ser adoptat pels comunistes romanesos, sota influència del model soviètic, com a nova denominació de Moș Crăciun (Santa Claus).

## Aspecte
El 1947 el diari Națiunea va publicar una il·lustració de Moș Gerilă representat com un jove proletari atlètic.

## Història del personatge

### Orígens
Durant el període del 1944 al 1948, els diaris del Partit Comunista Romanès van provar de denigrar la imatge del Nadal, emfasitzant, per exemple, els orígens rurals de moltes colinde (nadales).
Finalment el 1948, després que els comunistes prengueren el poder a Romania, la celebració de Nadal va ser declarada il·legal. A partir de llavors, la paraula Crăciun (Nadal) va deixar d'aparèixer a qualsevol article del diari oficial Scînteia.
La paraula Crăciun va ser considerada massa religiosa, i per això en comptes de Moș Crăciun, (el nom Romanès per a Santa Claus), va introduir-se un nou personatge durant la dècada del 1950: Mos Gerilă, que portava els regals cada 30 de desembre.
Tres anys després de l'arribada dels comunistes al poder, les celebracions de Nadal van ser transferides prop del Cap d'Any, el 30 de desembre, quan Miquel de Romania va abdicar el 1947, i que va ser rebatejat el Dia de la República. El desembre 25 i 26 van ser dies feiners a partir de llavors.

### Decadència
Després de la revolució Romanesa de 1989, Moș Gerilă va perdre tota influència i es va tornar a imposar l'anterior Moș Crăciun.